# Anna Jankowska (wioślarka)
Anna Jankowska (ur. 15 maja 1987 w Pile) – polska wioślarka.

## Osiągnięcia
- Mistrzostwa Świata – Poznań 2009 – ósemka – 7. miejsce[1].
- Puchar Świata – Banyoles 2009 – ósemka – 2. miejsce
- Mistrzostwa Europy – Poznań 2007 – dwójka bez sternika – 5. miejsce[1].
- Mistrzostwa Europy – Ateny 2008 – ósemka – 5. miejsce[1].
- Mistrzostwa Europy – Brześć 2009 – ósemka – 5. miejsce[1].
- Młodzieżowe Mistrzostwa Świata – Hazewinkel 2006 – czwórka bez sterniczki – 3. miejsce[potrzebny przypis]
- Młodzieżowe Mistrzostwa Świata – 2007 – ósemka – 5. miejsce[potrzebny przypis]
- Młodzieżowe Mistrzostwa Świata – Račice 2009 – ósemka – 2. miejsce[potrzebny przypis]
- Mistrzostwa Świata Juniorów – Banyoles 2004 – czwórka podwójna – 5. miejsce[potrzebny przypis]
- Mistrzostwa Świata Juniorów – Brandenburg 2005 – czwórka bez sterniczki – 4. miejsce[potrzebny przypis]
- Mistrzostwa Krajów Nadbałtyckich – 2004 – czwórka podwójna – 3. miejsce[potrzebny przypis]
- Akademickie Mistrzostwa Świata – Belgrad 2008 – czwórka bez sterniczki – 2. miejsce[potrzebny przypis]
- Akademickie Mistrzostwa Europy – 2008 – czwórka bez sterniczki – 1. miejsce[potrzebny przypis]
- Akademickie Mistrzostwa Europy – Kruszwica 2009 – ósemka – 1. miejsce[potrzebny przypis]
- Akademickie Mistrzostwa Europy – Kruszwica 2009 – czwórka bez sterniczki – 1. miejsce[potrzebny przypis]
- Mistrzostwa Polski – Poznań 2006 – jedynka – 4. miejsce[potrzebny przypis]
- Mistrzostwa Polski – Poznań 2007 – dwójka bez sterniczki – 1. miejsce[potrzebny przypis]
- Mistrzostwa Polski – Poznań 2008 – dwójka bez sterniczki – 1. miejsce[potrzebny przypis]
- Mistrzostwa Polski – Poznań 2009 – dwójka bez sterniczki – 2. miejsce[potrzebny przypis]
- Młodzieżowe Mistrzostwa Polski – 2006 – czwórka podwójna – 1. miejsce[potrzebny przypis]
- Młodzieżowe Mistrzostwa Polski – 2006 – dwójka bez sterniczki – 3. miejsce[potrzebny przypis]
- Młodzieżowe Mistrzostwa Polski – 2007 – dwójka bez sterniczki – 1. miejsce[potrzebny przypis]
- Młodzieżowe Mistrzostwa Polski – 2008 – dwójka bez sterniczki – 1. miejsce[potrzebny przypis]
- Młodzieżowe Mistrzostwa Polski – 2009 – dwójka bez sterniczki – 3. miejsce[potrzebny przypis]
- Mistrzostwa Polski Juniorów – 2005 – dwójka bez sterniczki – 1. miejsce[potrzebny przypis]